# Веттій Грат
Веттій Грат (лат. Vettius Gratus, ? — після 250) — політичний діяч часів кризи Римської імперії, консул 250 року.

## Життєпис
Походив з патриціанського роду Веттіїв. Син Гая Веттія Грата Сабініана, консула 221 року, та Аттіки. Про його кар'єру відомо замало. З огляду на статус його родини доволі рано став римським сенатором.
Напевне, підтримав Деція Траяна у боротьбі за владу. Тому у 250 році після сходження останнього на трон Веттій Грат став колегою імператора по консульству. Втім за іншою версією Децій призначив Веттія консулом з огляду на його вплив у сенаті. Про діяльність Грата нічого невідомо.
Можливо був батьком Гая Веттія Грата, консула 280 року.